# Dieffenbachia killipii
Dieffenbachia killipii là một loài thực vật có hoa trong họ Ráy (Araceae). Loài này được Croat mô tả khoa học đầu tiên năm 2004.